# Солдатська (станція)
Солдатська (рос. Солдатская) — населений пункт (тип: залізнична станція) у Прохладненському районі Кабардино-Балкарії Російської Федерації.
Орган місцевого самоврядування — сільське поселення станиця Солдатська. Населення становить 831 особа.

## Історія
Згідно із законом від 27 лютого 2005 року органом місцевого самоврядування є сільське поселення станиця Солдатська.

## Населення
| 1970 | 1989 | 2002 | 2010 |
| ---- | ---- | ---- | ---- |
| 613  | ↗745 | ↘742 | ↗831 |